# 公羊学
公羊学是以《公羊传》解释《春秋》的学问。治公羊学的学者，被称为公羊学家或公羊家，研究和传承《公羊传》的学派，被称为公羊学派。

## 内容
《公羊传》中有：“大一统”、“别夷狄”、“异内外”、“讥世卿”、“三世异辞”、“九世复仇”、“拨乱反正”。董仲舒加以发挥，形成“张三世”、“通三统”、“新周、故宋、王鲁”等命题。

## 历史

### 汉代
汉代董仲舒著《春秋繁露》，好言“天人感應”與“陰陽災異”，“讖緯”學大为流行，漢朝知識份子籠罩在迷信與神秘的氛圍之下。漢代主要有严彭祖、颜安乐二家春秋博士學，皆傳自董仲舒，董仲舒对《春秋》的概括是：“周道衰废，孔子为鲁司寇，诸侯患之，大夫壅之。孔子知言之不用，道之不行也，是非二百四十二年之中，以为天下仪表，贬天子，退诸侯，讨大夫，以达王事而已。”樊宏之子樊儵删定《公羊严氏春秋》章句，世号樊氏学。張霸又删樊儵《严氏春秋》减定为二十万言，更名张氏学。到了東漢晚期，以何休最為出名。《鹽鐵論》編纂者桓寬亦為公羊家。
東漢以后，很多人對讖緯學進行了批判，公羊學自此逐漸走向沒落。六朝時期，何休曾被立為官學。唐代的經學日趨式微，研習公羊者為少數。

### 清代
清代考據學興盛，學者們陸續對公羊傳進行研究，公羊學思想又有一次复興，有名的公羊学家有十数人。
常州公羊學派在晚清具有重要地位，武進莊存與是當時學術中的主流，他們企图从公羊学的“微言大义”中寻求解脱社会危机的出路。清代學者如：孔廣森、莊存與、劉逢祿、龔自珍、魏源、康有為、戊戌六君子等，皆屬於清代公羊學者中的重要人物。
刘逢禄（其代表作《春秋公羊经何氏释例》）发挥公羊学中的“大一统”思想，“欲攘蛮夷，光正诸夏；欲正诸夏，先正京师；欲正士庶，先正大夫。”龚自珍則抛弃庄存与、刘逢禄的隐喻的手法，大膽的對现实進行批判，他的公羊学深刻影响了晚清社会。影響所至，而有晚清戊戌变法的改革事蹟，康有为利用“三统”、“三世”说，为变法维新提供理论依据，都是引用公羊學的“微言大义”。學者杨向奎曾说：“清代从庄存与到陈立这一批公羊学者中，可以称作思想家者当推龚自珍。”但是龚自珍的公羊之学也有缺陷，龚本人发挥最多仍是“三世”说，鮮能建立自己的思想體係。梁启超就说“自珍所学，病在不深入。所有思想，仅引其绪而止”。

## 评价
- 同济大学哲学系教授曾亦称，“公羊学其实就是中国古代的政治哲学。”[8]